# Zagłębie Lubin (férfi kézilabda)
A Zagłębie Lubin egy lengyel férfi kézilabdacsapat, amelynek székhelye Lublinban van. A csapat a lengyel élvonalban szerepel.

## A klub története
A klubot 1967-ben alapították Lubin Górnik néven. Első elnöke Simon Kanigowski volt.
A lengyel élvonalba először az 1990–1991-es szezon végén jutott fel a csapat, már Zagłębie néven. Az 1992–1993-as szezonban megnyerték a Lengyel Kupát. Az 1994–1995-ös (17 győzelem 32 mérkőzésen; egy pont hátrány a harmadik Wroclaw mögött), és a 2001–2002-es szezonokban  (19 győzelem, 2 döntetlen, 11 vereség) negyedik helyen zárták a bajnokságot. A 2003–2004-es szezonban Michał Kubisztal, a Zagłębie játékosa 223 góllal a bajnokság legeredményesebb játékosa lett. Az 1993–1994-es szezonban debütált a csapat a nemzetközi kupaporondon, amikor a Kupagyőztesek Európa-kupájában a belga Extran Beyne ellen estek ki az első körben.
A 2004–2005-ös szezonban a lublini csapat története során először bajnoki címet nyert, a döntő párharcban a Wisla Płockot felülmúlva (27-23; 37-32; 43-42), míg Michał Kubisztal 188 góllal másodszor szerzett gólkirályi címet pályafutása során. A következő szezont a harmadik helyen zárta a csapat.
A 2006–2007-es szezonban a Zagłębie a Challenge Cup elődöntőjéig jutott, ott a román Resita ejtette ki. A 2007–2008-as szezonban ismét bejutottak a bajnokság döntőjébe, azonban a Wisla Płock ezúttal jobbnak bizonyult a párharc során. Ebben az idényben mutatkozott be a csapat a Bajnokok Ligájában, ahol a g-csoportban egy győzelmet elérve a negyedik helyen zárt. 2009-ben és 2010-ben is kupadöntős volt a csapat, de mindkét alkalommal alulmaradt a Kielcével szemben. Az ezt követő években a csapat a bajnokság középmezőnyében szerepelt, a 2015–2016-os szezonban végzett újra rájátszást érő helyen. A 2017–2018-as szezonban a klub játékosa, Arkadiusz Moryto 227 gólt szerezve lett gólkirály az élvonalban és a bajnokság All Star-csapatába is beválasztották.

## A klub sikerei
- Lengyel bajnok: 2007
- Lengyel Kupa-győztes: 1985

## A csapat
A 2019–20-as szezon játékoskerete
| Kapusok - 16 Marek Bartosik - 36 Patryk Wiącek - 44 Marcin Schodowski Balszélsők - 17 Marcel Sroczyk - 29 Kamil Drobiecki Jobbszélsők - 21 Marek Marciniak - 22 Wojciech Hajnos Beállósok - 03 Michał Stankiewicz - 20 Tomasz Pietruszko - 27 Jakub Adamski | Balátlövők - 09 Krzysztof Pawlaczyk - 10 Stanisław Gębala - 24 Mikołaj Kupiec Irányítók - 02 Mikołaj Borowczyk - 04 Mateusz Bysiak - 19 Maciej Tokaj Jobbátlövők - 13 Paweł Dudkowski - 71 Roman Csicsikalo |